# 나당동맹
나당동맹(羅唐同盟)은 삼국 시대 말기 신라가 고구려와 백제에 대항하기 위하여 648년에 당나라와 맺은 군사동맹이다. 나당연합군이 고구려와 백제를 차례로 격파한 후 영토의 처리 문제를 두고 갈등하는 과정에서 결국 670년에 나당 전쟁이 발발하며 사실상 파기되었다.

## 역사
고구려가 수나라와 당나라의 침략을 막아내는 동안 신라에서는 김춘추가 김유신과 제휴하여 권력을 장악한 후 집권 체제를 강화했다. 이어 고구려와 백제에 대항하여 위기를 극복하고자 했으나, 고구려의 반격을 우려하여 백제가 침공해 오는 것을 효과적으로 막을 수 없었다. 이에 고구려와의 연합을 꾀했으나 실패하였고, 648년(진덕여왕 2년)에 신라와 당나라는 양국이 연합하여 백제와 고구려를 멸망시킨 후에 대동강을 양국의 경계로 할 것을 합의하고 군사동맹을 맺었다.
나·당 동맹 이후, 신라는 백제를 공격했다. 지배층의 문란으로 국력이 쇠퇴하고 있었던 백제는 660년(무열왕 7년)에 사비성이 함락되면서 멸망하고 말았다. 당시 고구려는 잦은 전쟁으로 국력의 소모가 심했고, 연개소문의 아들들의 갈등으로 인해 국론이 분열되어 있었다. 고구려는 결국 당나라의 공격으로 668년(문무왕 8년)에 멸망했다. 당나라는 신라와 연합하여 백제와 고구려를 멸망시키고, 신라를 이용해 한반도를 장악하려는 속셈을 가지고 있었다. 이러한 당나라의 야심에 신라는 고구려와 백제의 유민들 일부와 연합하여 당나라와 정면으로 대결하면서 나당동맹은 사실상 파기되었다.

## 같이 보기
- 고구려#고구려 기록 말살